# Humani generis
Humani generis je papeška okrožnica (enciklika), ki jo je napisal papež Pij XII. leta 1950.
Primarna tematika okrožnice je evolucijski nauk in vpliv na teologijo, medtem ko postransko tudi obsodi katoliški modernizem.